# Hrvatska nogometna liga (2023/2024)
Hrvatska nogometna liga 2023/2024 (oficjalnie znana jako SuperSport Hrvatska nogometna liga ze względów sponsorskich) była 33. edycją najwyższej klasy rozgrywkowej piłki nożnej w Chorwacji. Brało w niej udział 10 drużyn, które w okresie od 21 lipca 2023 do 26 maja 2024 rozegrały 36 kolejek.
Dinamo Zagrzeb zdobył siódmy tytuł z rzędu, a 25. w swojej historii.

## Format
W lidze występuje 10 zespołów grających ze sobą dwie rundy w systemie „każdy z każdym” (w sumie 4 mecze z daną drużyną: 2 u siebie i 2 na wyjeździe). Rozegranych zostanie 180 spotkań, a do Prvej nogometnej ligi spadnie jedna drużyna, która zajmie ostatnie miejsce w tabeli.

## Drużyny
| Uczestnicy poprzedniej edycji                                                                                 | Uczestnicy poprzedniej edycji | Uczestnicy poprzedniej edycji | Uczestnicy poprzedniej edycji |
| --- | ----------------------------- | ----------------------------- | ----------------------------- |
| DIN | Dinamo Zagrzeb                | 1                             |                               |
| HAJ | Hajduk Split                  | 2                             |                               |
| OSI | NK Osijek                     | 3                             |                               |
| RIJ | HNK Rijeka                    | 4                             |                               |
| IST | Istra 1961                    | 5                             |                               |
| VAR | NK Varaždin                   | 6                             |                               |
| LOK | Lokomotiva Zagrzeb            | 7                             |                               |
| SLA | Slaven Belupo                 | 8                             |                               |
| NKG | HNK Gorica                    | 9                             |                               |
| Awans z Prva nogometna liga                                                                                   |                               |                               |                               |
| RUD | NK Rudeš                      | 1                             |                               |
| Oznaczenia: - kolumna pierwsza – skróty nazw drużyn, - kolumna trzecia – miejsce zajęte w poprzednim sezonie. |                               |                               |                               |

## Tabela
| Lp. | Drużyna               | M  | Z  | R  | P  | B+ | B- | +/– | Pkt | Kwalifikacja lub spadek                         |
| --- | --------------------- | -- | -- | -- | -- | -- | -- | --- | --- | ----------------------------------------------- |
| 1   | Dinamo Zagrzeb (M, P) | 36 | 25 | 7  | 4  | 67 | 30 | +37 | 82  | Liga Mistrzów UEFA • Runda play-off             |
| 2   | HNK Rijeka            | 36 | 23 | 5  | 8  | 69 | 30 | +39 | 74  | Liga Europy UEFA • II runda kwalifikacyjna      |
| 3   | Hajduk Split          | 36 | 21 | 5  | 10 | 54 | 26 | +28 | 68  | Liga Konferencji UEFA • II runda kwalifikacyjna |
| 4   | NK Osijek             | 36 | 16 | 9  | 11 | 62 | 43 | +19 | 57  | Liga Konferencji UEFA • II runda kwalifikacyjna |
| 5   | Lokomotiva Zagrzeb    | 36 | 12 | 15 | 9  | 52 | 45 | +7  | 51  |                                                 |
| 6   | NK Varaždin           | 36 | 10 | 12 | 14 | 39 | 47 | −8  | 42  |                                                 |
| 7   | HNK Gorica            | 36 | 11 | 8  | 17 | 35 | 50 | −15 | 41  |                                                 |
| 8   | Istra 1961            | 36 | 10 | 11 | 15 | 36 | 54 | −18 | 41  |                                                 |
| 9   | Slaven Belupo         | 36 | 9  | 6  | 21 | 43 | 69 | −26 | 33  |                                                 |
| 10  | Rudeš (S)             | 36 | 1  | 6  | 29 | 22 | 85 | −63 | 9   | Spadek do Prva nogometna liga                   |

1. ↑  ⇒ HNK Rijeka została przesunięta z pierwszej rundy kwalifikacyjnej do drugiej.
⇒ Dinamo Zagrzeb został przesunięty w ścieżce mistrzowskiej z drugiej rundy kwalifikacyjnej do play-off.

## Wyniki
| Gospodarz \ Gość   | DIN | GOR | HAJ | IST | LOK | OSI | RIJ | RUD | SLA | VAR | DIN | GOR | HAJ | IST | LOK | OSI | RIJ | RUD | SLA | VAR |
| ------------------ | --- | --- | --- | --- | --- | --- | --- | --- | --- | --- | --- | --- | --- | --- | --- | --- | --- | --- | --- | --- |
| Dinamo Zagrzeb     |     | 0–0 | 1–2 | 3–0 | 2–1 | 2–1 | 2–1 | 1–0 | 3–0 | 2–1 |     | 2–0 | 0–0 | 4–1 | 0–3 | 1–0 | 1–0 | 3–3 | 5–2 | 1–0 |
| HNK Gorica         | 2–1 |     | 2–1 | 0–0 | 1–0 | 3–0 | 2–3 | 3–0 | 2–2 | 1–1 | 0–2 |     | 0–3 | 2–0 | 1–2 | 0–3 | 0–2 | 2–1 | 1–0 | 1–3 |
| Hajduk Split       | 1–0 | 3–0 |     | 0–1 | 1–0 | 0–2 | 1–0 | 1–0 | 3–0 | 3–1 | 0–1 | 2–1 |     | 1–0 | 1–2 | 1–2 | 1–2 | 5–1 | 4–0 | 0–1 |
| Istra 1961         | 0–3 | 0–1 | 0–2 |     | 0–4 | 4–4 | 1–1 | 0–0 | 2–0 | 2–0 | 0–1 | 0–0 | 1–1 |     | 0–0 | 1–0 | 0–2 | 2–1 | 3–0 | 2–0 |
| Lokomotiva Zagrzeb | 2–2 | 1–1 | 1–1 | 1–1 |     | 2–2 | 1–1 | 1–0 | 1–3 | 3–3 | 0–1 | 1–1 | 2–5 | 3–0 |     | 1–1 | 3–1 | 3–0 | 2–1 | 0–0 |
| NK Osijek          | 2–3 | 1–0 | 0–1 | 3–1 | 1–1 |     | 0–0 | 3–0 | 6–1 | 1–1 | 1–1 | 3–0 | 1–1 | 1–2 | 3–1 |     | 2–0 | 2–0 | 4–1 | 0–1 |
| HNK Rijeka         | 2–2 | 1–0 | 1–0 | 6–0 | 2–1 | 2–1 |     | 4–0 | 2–4 | 2–2 | 1–2 | 3–0 | 1–0 | 3–0 | 4–0 | 3–0 |     | 3–0 | 4–0 | 2–0 |
| Rudeš              | 1–5 | 0–2 | 0–2 | 0–4 | 0–0 | 3–4 | 1–2 |     | 0–0 | 0–0 | 0–3 | 2–1 | 0–2 | 1–3 | 3–3 | 2–3 | 0–3 |     | 1–3 | 0–2 |
| Slaven Belupo      | 0–2 | 0–0 | 0–1 | 2–2 | 0–1 | 1–0 | 0–1 | 3–2 |     | 3–2 | 2–3 | 4–1 | 0–1 | 1–1 | 2–3 | 0–1 | 0–1 | 4–0 |     | 0–1 |
| NK Varaždin        | 1–1 | 1–0 | 1–2 | 1–0 | 0–0 | 2–2 | 0–2 | 2–0 | 2–2 |     | 0–1 | 2–4 | 1–1 | 2–2 | 0–2 | 0–2 | 3–1 | 1–0 | 1–2 |     |

## Najlepsi strzelcy
| Gol | Zawodnik         | Drużyna                             |
| --- | ---------------- | ----------------------------------- |
| 19  | Ramón Miérez     | Osijek                              |
| 13  | Fran Brodić      | Dinamo Zagrzeb / NK Varaždin        |
| 12  | Duje Čop         | Lokomotiva Zagrzeb                  |
| 11  | Niko Janković    | HNK Rijeka                          |
| 11  | Bruno Petković   | Dinamo Zagrzeb                      |
| 10  | Marko Livaja     | Hajduk Split                        |
| 10  | Benedik Mioč     | Slaven Belupo                       |
| 9   | Marin Šotiček    | Lokomotiva Zagrzeb                  |
| 8   | Sandro Kulenović | Lokomotiva Zagrzeb / Dinamo Zagrzeb |

## Stadiony
| Dinamo Zagrzeb |
| -------------- |
| Maksimir       |
| 24 851         |
|                |

| Gorica                        |
| ----------------------------- |
| Gradski stadion Velika Gorica |
| 4 536                         |
|                               |

| Hajduk Split |
| ------------ |
| Poljud       |
| 33 987       |
|              |

| Istra 1961   |
| ------------ |
| Aldo Drosina |
| 9 921        |
|              |

| Lokomotiva Zagrzeb Rudeš |
| ------------------------ |
| Kranjčevićeva            |
| 3 690                    |
|                          |

| Osijek     |
| ---------- |
| Opus Arena |
| 13 005     |
|            |

| Rijeka           |
| ---------------- |
| Stadion Rujevica |
| 8 191            |
|                  |

| Slaven Belupo   |
| --------------- |
| Gradski stadion |
| 3 054           |
|                 |

| Varaždin        |
| --------------- |
| Stadion Varteks |
| 8 818           |
|                 |